# Ганао, Шарль Давид
Шарль Давид Ганао-Теке (фр. Charles David Ganao-Teke; 20 июля 1927, Джамбала, регион Плато, Французское Среднее Конго — 6 июля 2012, Париж, Франция) — конголезский политический деятель, премьер-министр Конго (1996—1997).

## Биография
Принадлежал к высокопоставленной группе народа теке. принадлежащего к языковой группе банту.
Начал свою карьеру как преподаватель и директор начальной школы. Затем перешел на дипломатическую работу.
- 1960—1963 гг., после обретения страной независимости, — первый посол Конго в США и постоянный представитель при Организации Объединенных Наций,
- 1963—1968 и 1973—1975 гг. — министр иностранных дел Конго, Народной Республики Конго, 1963-68, 1973-75. Затем являлся представителем Конго при международных организациях в Вене.
- 1991 г. участвовал в национальной конференции, на которой были изменены флаг страны и национальный гимн, и исключено слово «Народный» из официального названия Республики Конго. Тогда же он основал Союз демократических сил.
- 1996—1997 гг. — премьер-министр Конго в администрации президента Паскаля Лиссубы. После его свержения, бежал в соседний Габон, где ему было предоставлено политическое убежище.

В 2005 г. вернулся в Конго, но не участвовал в политической жизни страны.